# ドナト・ブラマンテ

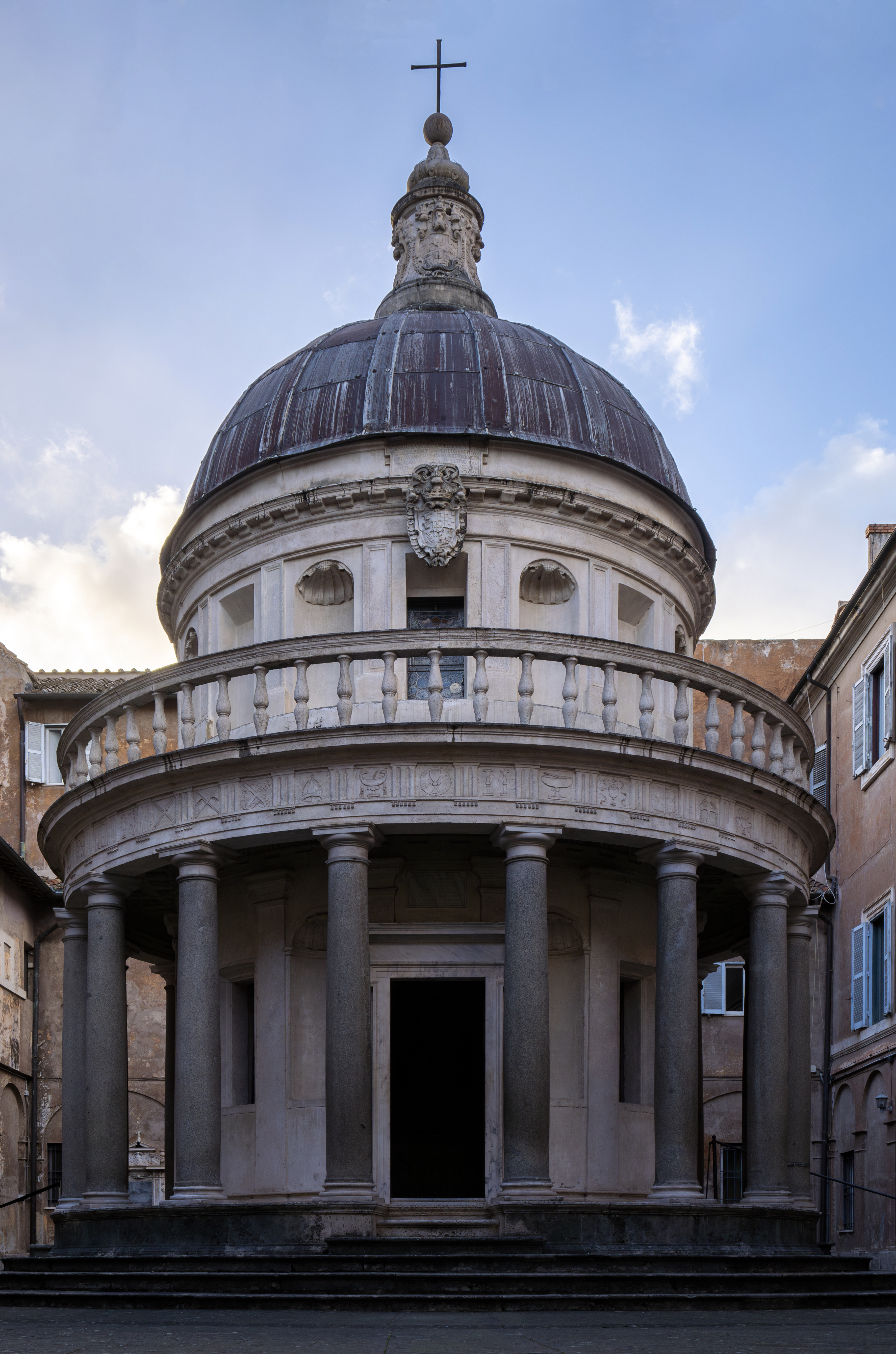
ローマ、サン・ピエトロ・イン・モントリオ教会のテンピエット（Tempietto）

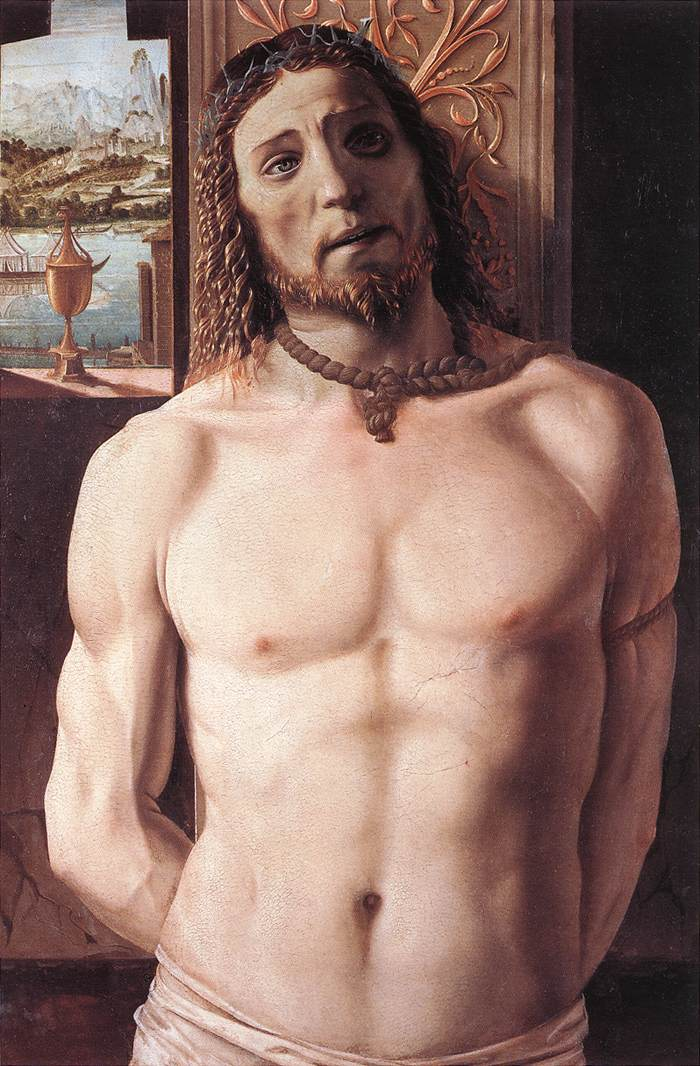
ドナト・ブラマンテ作の絵画『柱に繋がれたキリスト』(c.1490)

ドナト・ブラマンテ（Donato Bramante,1444年頃-1514年4月11日）はイタリアの盛期ルネサンスを代表する建築家。ローマ建築を再構成して記念性を持った古典様式を創出し、以後の古典主義建築に絶大なる影響力を及ぼした。アンドレーア・パッラーディオをして「優れた建築を生んだ最初の建築家」と言わしめ、またセバスティアーノ・セルリオは、彼を「古代の建築を蘇らせた人物」と評した。

## 経歴
本名はドナート・ディ・アンジェロ・ディ・パスクッチョ (Donato di Angelo di Pascuccio) 。ウルビーノ近くのモンテ・アズドルアルド（またはモンテ・アズドルヴァルド。現在のフェルミニャーノ）で生まれ、はじめは画家を志しマンテーニャに学ぶ。1477年に、ベルガモのパラッツォ・デル・ポデスタにおいて、ファサードの装飾画を描いたことが知られている。1479年頃にミラノ公ルドヴィーコ・スフォルツァに仕え、1481年頃ミラノに移った。彼は画家のみならず建築家としても活躍し、1482年に起工したサンタ・マリア・プレッソ・サン・サティーロ聖堂の建築に携わった。1488年、パヴィア大聖堂の設計顧問に任じられ、その後、サンタ・マリア・デッレ・グラーツィエ教会の設計に従事した。彼は、このミラノの宮廷において、レオナルド・ダ・ヴィンチと出会い、集中形式の教会堂のプランに関心を持つようになった。
1499年、フランスのロンバルディア侵攻によってミラノを追われたブラマンテは、55歳のときローマに移住し、1502年にペトロ殉教の地とされていた丘のサン・ピエトロ・イン・モントリオ教会にテンピエット（Tempietto、小神殿）を着工した。ローマの円形神殿に範を取った小規模な礼拝堂であるが、盛期ルネサンス建築の頂点とされる作品で、当時から高く評価された。現在唯一完全に残っている建築作品である。
1503年、教皇ユリウス2世に任じられて、サン・ピエトロ大聖堂の建築主任となり、同時にヴァティカーノ宮殿（バチカン宮殿）の拡張に着手する。彼はコルティレ・デル・ベルヴェデーレの計画を立案するが、これは今日、コルティレ・ディ・サン・ダマッソの中に埋没してしまっている。ブラマンテがサン・ピエトロ大聖堂の平面をどの程度まで進めていたかについては、いくつかの資料から推察されているが、復元されたプランでは構造的な欠陥がみとめられ、ブラマンテがこれをいかなる手段で解決しようとしていたかについては何も分かっていない。おそらくは何らの決定もなされていなかったものと思われる。このため、ユリウス2世の死と1514年のブラマンテ逝去の後、大聖堂の工事は大混乱に陥った。同郷の後輩、ラファエロ・サンティや彼の影響をうけた何人もの建築家が建築主任を引き継ぐものの、計画は肥大化と迷走を繰り返し、最終的にミケランジェロ・ブオナローティが決定を下すまで、幾度もの設計変更を繰り返した。

## 主な作品
- サンタ・マリア・プレッソ・サン・サティーロ聖堂（ミラノ）
- サンタ・マリア・デレ・グラーツィエ聖堂（ミラノ）　レオナルド・ダ・ヴィンチの「最後の晩餐」で知られる教会
- サンタ・マリア・デラ・パーチェ聖堂中庭（ローマ）
- ラファエロの家
- テンピエット（1502-10、ローマ）
- サン・ピエトロ大聖堂計画